# Saltdal
Saltdal (en sami del Norte: Sálát) es un municipio en el condado de Nordland, Noruega. Es parte del  distrito tradicional de Salten. El centro administrativo del municipio es el pueblo de Rognan. Otras aldeas en Saltdal incluyen Røkland y Lønsdal.
El municipio de 2.216 kilómetros cuadrados  es el 23.º más grande por área de los 422 municipios de Noruega. Saltdal es el 212 municipio más poblado de Noruega con una población de 4.702. La densidad de población del municipio es de 2,3 habitantes por kilómetro cuadrado y su población ha aumentado en un 0.3% en la última década

## Información general
El municipio de Saltdal fue establecido el 1 de enero de 1838 (ver formannskapsdistrikt). En 1949, una pequeña área de Skjerstad (población: 10) fue transferida a Saltdal. Aparte de ese cambio, las fronteras nunca han cambiado.

### Nombre
La forma nórdica antigua del nombre debe haber sido Salptardalr. El primer elemento es el caso genitivo del nombre del río Salpt que significa "fuerte vapor", (ahora Saltdalselva, que discurre a través de Saltdal) y el último elemento es dalr que significa "valle".

### Escudo de armas
El escudo de armas es de tiempos modernos; se otorgó en 1988. Las armas muestran dos ramas de serbal de color dorado sobre un fondo rojo. Fue elegido para representar la naturaleza y la prevalencia de los bosques de serbal en el municipio.

### Iglesias
La Iglesia de Noruega tiene dos parroquias (sokn) dentro del municipio de Saltdal. Es parte del Salten prosti (decanato) en la diócesis de Sør-Hålogaland.
| Parroquia (Sokn) | Nombre de iglesia    | Localización de la Iglesia | Año de Construcción |
| ---------------- | -------------------- | -------------------------- | ------------------- |
| Saltdal          | Saltdal Iglesia      | Rognan                     | 1862                |
| Øvre Saltdal     | Øvre Saltdal Iglesia | Røkland                    | 1938                |

## Historia

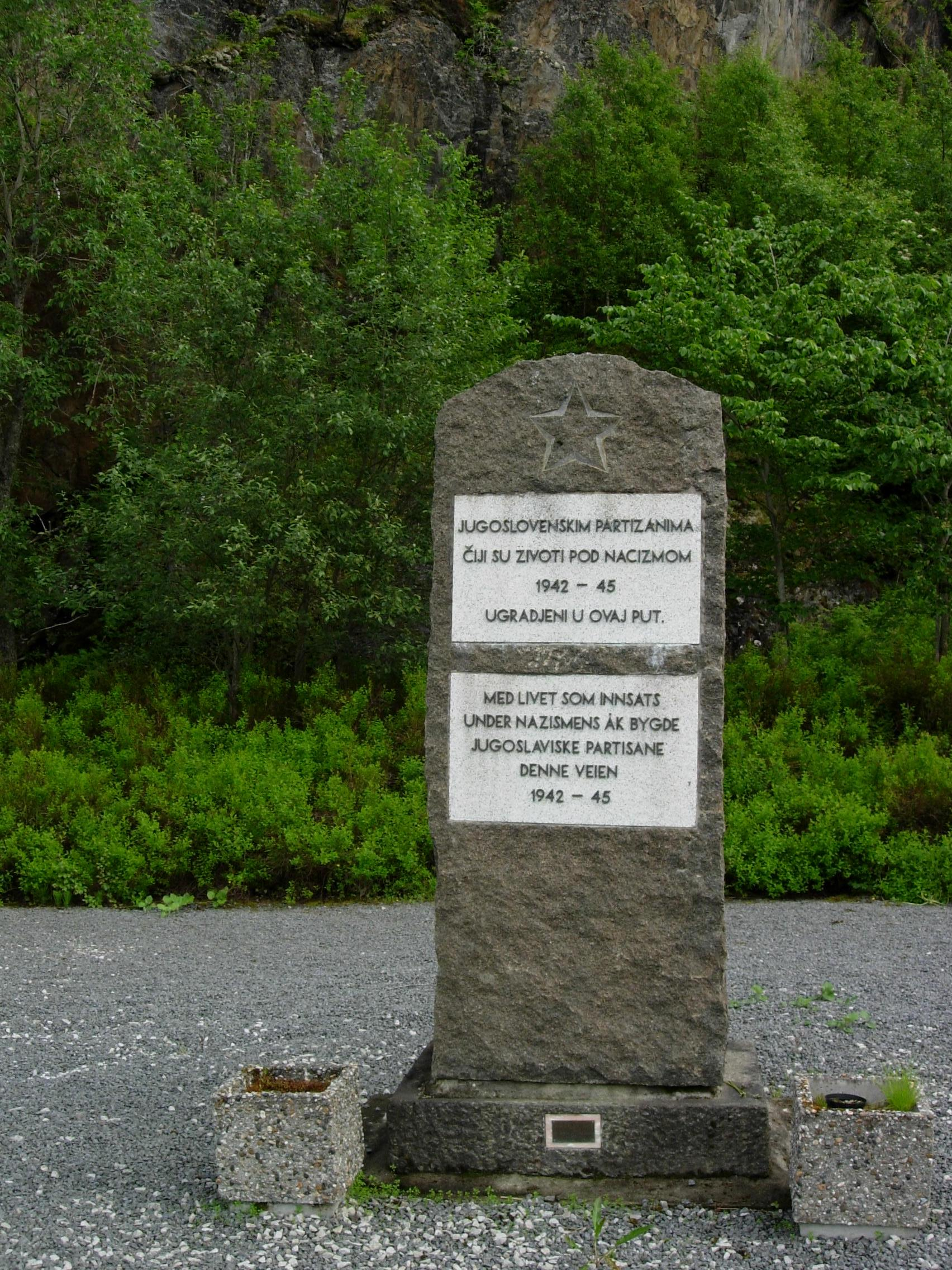
Monumento a la Carretera de Sangre

Durante la Segunda Guerra Mundial, los alemanes decidieron alargar la Línea Nordland desde Lønsdal en Saltfjellet hacia el norte. Durante un período de tres años, el plan original era primero tener tanto la carretera como el ferrocarril hasta llegar a Narvik y luego a Kirkenes, pero solo lograron construir el ferrocarril hasta Bodø.
Los alemanes continuaron alargando la carretera a Kirkenes, que llegó a ser conocida como Blodvegen ("la carretera sangrienta") por los lugareños. Este proyecto involucró a prisioneros de guerra, principalmente de Yugoslavia y la Unión Soviética, en la construcción de este camino en condiciones extremadamente duras. Los trabajadores vivían en campos de prisioneros donde no recibían suficiente comida por su duro trabajo construyendo la carretera. Esto causó que muchos de los trabajadores colapsaran y murieran. Un signo famoso de esta carretera es la cruz de sangre que uno de los prisioneros dibujó en la ladera de la montaña con la sangre de su amigo recientemente asesinado. Se ha convertido en una tradición volver a pintar esta cruz con pintura roja, por lo que las personas que pasen por allí nunca olvidarán lo que sucedió. Todavía es posible caminar por esta carretera, que se extiende desde Saltnes hasta Soksenvika. En Saltnes, se encuentra el museo Blood Road.
Saltdal es conocido por tener algunos de los campos de prisioneros de guerra más horribles de Noruega durante la Segunda Guerra Mundial. Un total de 15-18 campamentos con 9.500 prisioneros rusos, polacos y yugoslavos se encontraban en el valle.

## Gobierno
Todos los municipios de Noruega, incluido Saltdal, son responsables de la educación primaria (hasta el 10.º grado), servicios de salud para pacientes ambulatorios, servicios para personas mayores, desempleo y otros servicios sociales, zonificación, desarrollo económico y carreteras municipales. El municipio está gobernado por un consejo municipal de representantes electos, que a su vez eligen a un alcalde.

## Geografía

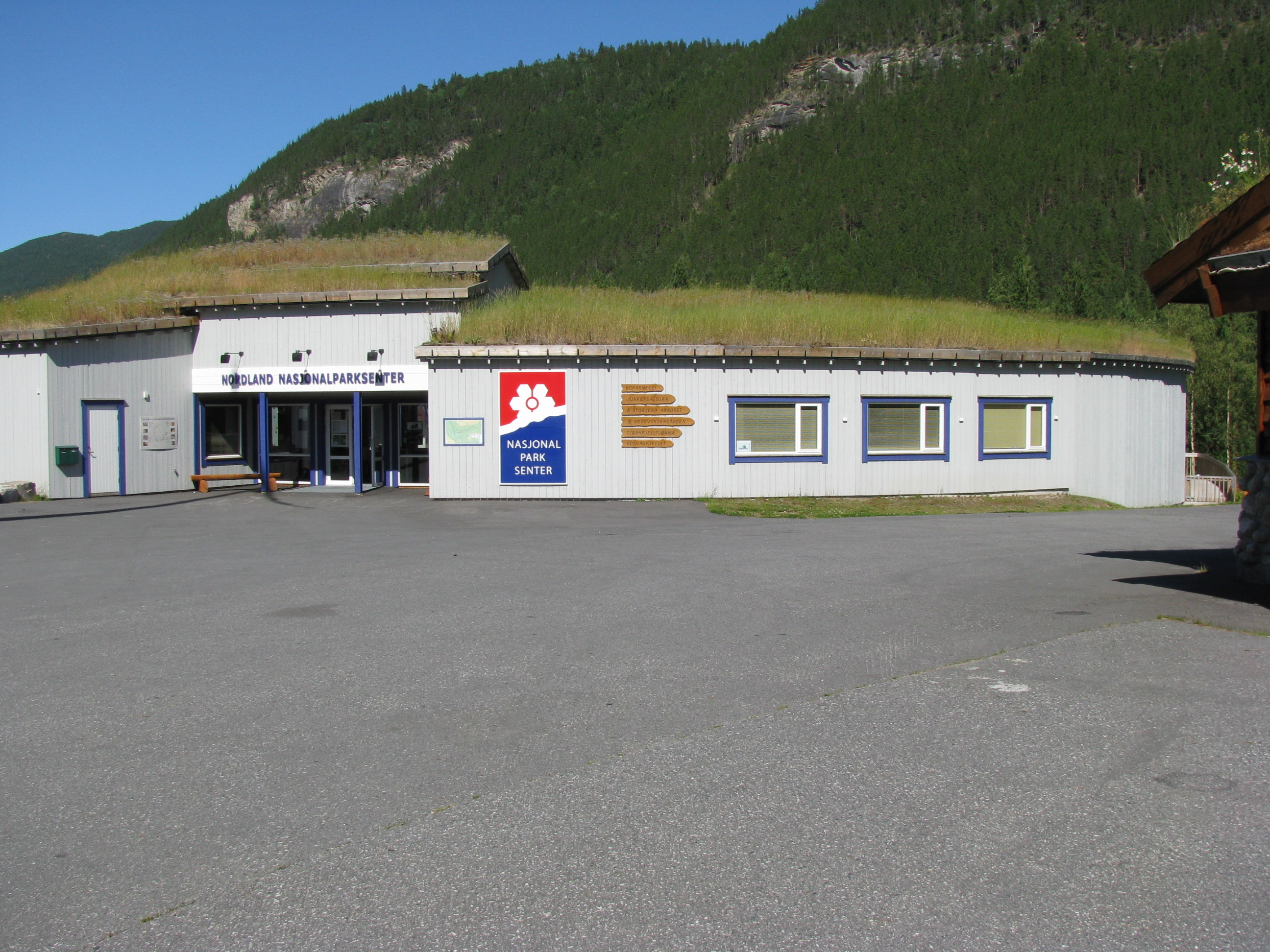
El Centro del parque nacional Nordland está situado en Storjord, Saltdal

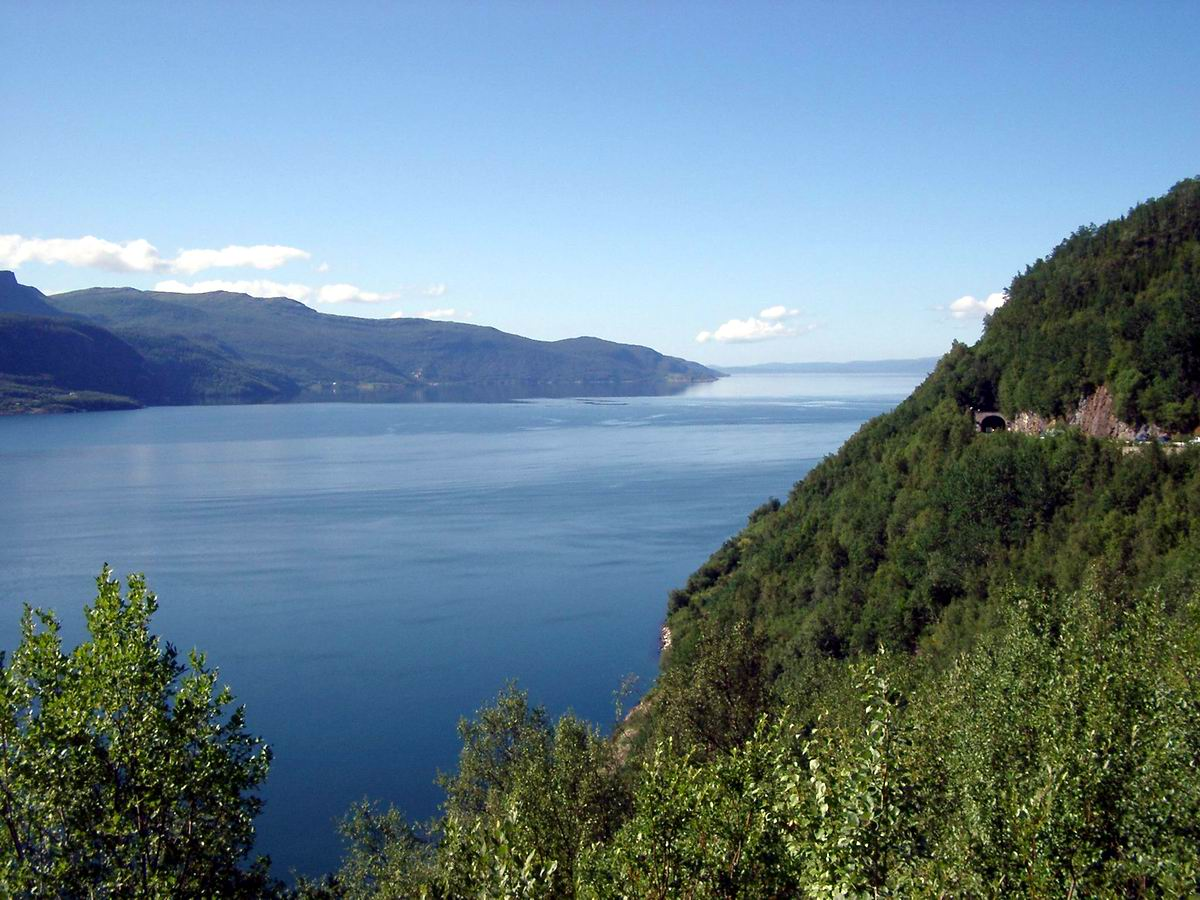
Al norte, Saltdal bordea el fiordo de Saltdal, la parte más interna del fiordo de Skjerstad, con la carretera y el ferrocarril a Fauske en la ladera oriental del fiordo.

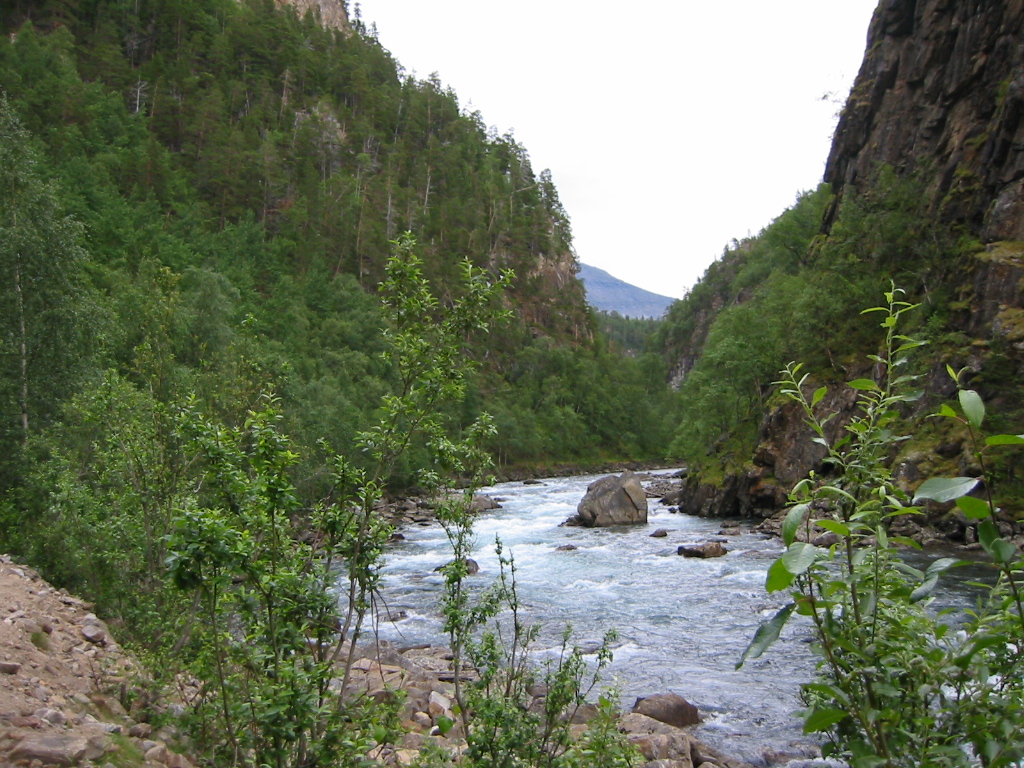
Parte de la Reserva de la Naturaleza de Junkerdal

El principal centro del municipio es Rognan, en la orilla sur del fiordo de Saltdal, donde el fondo del valle se encuentra con el fiordo. Cuando terminó la Edad de Hielo  y el hielo se derritió hace 9,000 años, el valle era un fiordo cuando el mar alcanzó lo que hoy es una elevación de 120 metros debido a la depresión isostática. El valle está situado justo al norte del círculo polar ártico. 

Dos parques nacionales se encuentran parcialmente en el municipio: el parque nacional Saltfjellet-Svartisen en el suroeste, y el parque nacional Junkerdal en la parte oriental. Esto convierte a Saltdal en uno de los municipios de Noruega con el mayor porcentaje de áreas protegidas dentro de sus fronteras. El río Saltdalselva atraviesa el valle. El lecho del río parece muy brillante en algunos lugares debido a los minerales existentes en la arena. El valle está cubierto de bosque de pinos y abedules aunque otros árboles también son comunes. Los lagos de la región incluyen Balvatnet, Fiskeløysvatnet, Kjemåvatnet y Nordre Bjøllåvatnet. La montaña Ørfjellet también se encuentra en el municipio.

### Clima
El municipio se encuentra en el lado noreste de las montañas Saltfjellet, en la sombra orográfica de las montañas. Con montañas que lo rodean en casi todas las direcciones, Saltdal es una de las áreas más secas de Noruega, especialmente la parte superior del valle. Durante cinco años consecutivos, de 2001 a 2005, y nuevamente en 2007 y 2008, la estación meteorológica en la parte superior del valle de Saltdal registró la menor precipitación en toda la Noruega continental, con solo 74 milímetros (2,9 pulgadas) en 2005. La precipitación anual promedio es de 291 mm/año en la parte superior del valle.
Situada en un valle interior, Saltdal también es conocida por sus cálidos días de verano, siendo con frecuencia uno de los lugares más cálidos de Noruega si se produce la situación climática correcta (con vientos del este o sureste). No es raro que las temperaturas diurnas se aproximen y en ocasiones superen los 30 °C (86 °F) en los meses de verano. Del mismo modo, las temperaturas invernales pueden ser bastante frías, a menudo cayendo por debajo de -20 °C (-4 °F) en un día despejado.
Durante una ola de calor en junio de 2011, Saltdal registró cuatro días seguidos temperaturas diurnas superiores a 30 °C (86 °F). El 11 de junio de 2011, Saltdal registró un máximo durante el día de 33.8 °C (92.8 °F), que fue un nuevo récord de calor para el condado de Nordland en el mes de junio.
Los promedios mensuales de 24 horas oscilan entre -6 °C (21 °F) en enero y 14 °C (57 °F) en julio (período base 1961-1990, fuente Norges Meteorologiske Institutt), y el promedio anual es de 3.3 °C (37.9 °F). Abril y mayo son los meses más secos, con menos de 10 milímetros (0,39 pulgadas) de precipitación. Julio es el mes más lluvioso con 39 milímetros (1.5 pulgadas). Estos datos provienen de la parte más seca del valle, y muchas otras partes del municipio promedian más del doble de precipitación. Junkerdal (210 metros o 690 pies sobre el nivel del mar) promedia 600 milímetros (24 pulgadas) anualmente.

## Transporte
La ruta europea E6 pasa por Saltdal, con el ferrocarril Nordland Line cercano. Una carretera que va hacia el este a través del valle de Junkerdalen (National Road 77) conduce a Suecia. El aeropuerto principal más cercano está en Bodø, a unos 90 minutos de Rognan por carretera. Hay un aeropuerto de aviación general, el aeropuerto de Rognan.

## Economía
Saltdal tiene una larga historia en la construcción de embarcaciones con madera local. Especialmente antes de la Segunda Guerra Mundial, la industria de la construcción de barcos empleó a un gran porcentaje de la población de Saltdal.
Hoy en día, el mayor empleador en Saltdal es Nexans. La fábrica de Rognan de la compañía se especializa en telecomunicaciones, fibra óptica y cables de cobre. También hay algo de agricultura en Saltdal, y muchas personas trabajan en los servicios públicos.